# Distrito de Voitsberg
Voitsberg es un distrito del estado de Estiria (Austria).

## División administrativa
El distrito de Voitsberg se divide en 25 municipios.

### Municipios (población año 2018)
- Bärnbach 5642
- Edelschrott 1735
- Geistthal-Södingberg 1532
- Hirschegg-Pack 1022
- Kainach bei Voitsberg 1628
- Köflach 9888
- Krottendorf-Gaisfeld 2463
- Ligist 3275
- Maria Lankowitz 2858
- Mooskirchen 2207
- Rosental an der Kainach 1678
- Sankt Martin am Wöllmißberg 790
- Söding-Sankt Johann 4091
- Stallhofen 3118
- Voitsberg 9403

Barrios, aldeas y otras subdivisiones de los municipios se indican con letras pequeñas.
- Bärnbach
  - Hochtregist
- Edelschrott
  - Kreuzberg
- Gallmannsegg
  - Hadergasse
- Geistthal
  - Eggartsberg, Kleinalpe, Sonnleiten
- Gößnitz
  - Hochgößnitz, Niedergößnitz
- Graden
- Hirschegg
  - Hirschegg-Piber-Sonnseite, Hirschegg-Piber-Winkel, Hirschegg-Rein
- Kainach bei Voitsberg
  - Breitenbach, Oswaldgraben
- Köflach
  - Gradenberg, Piber, Pichling bei Köflach, Puchbach
- Kohlschwarz
  - Hemmerberg
- Krottendorf-Gaisfeld
  - Gasselberg, Gaisfeld, Kleingaisfeld, Krottendorf bei Ligist, Muggauberg
- Ligist
  - Dietenberg, Grabenwarth, Ligistberg, Ligist Markt, Oberwald, Steinberg, Unterwald
- Maria Lankowitz
  - Kemetberg, Kirchberg
- Modriach
- Mooskirchen
  - Bubendorf, Fluttendorf, Gießenberg, Kniezenberg, Neudorf bei Mooskirchen, Rauchegg, Rubmannsberg, Stögersdorf
- Pack
- Piberegg
  - Piberegg Rollsiedlung
- Rosental an der Kainach
- Salla
- Sankt Johann-Köppling
  - Hallersdorf, Hausdorf, Köppling, Moosing, Muggauberg, Neudorf bei Sankt Johann ob Hohenburg, Sankt Johann ob Hohenburg
- Sankt Martin am Wöllmißberg
  - Großwöllmiß, Kleinwöllmiß
- Söding
  - Großsöding, Kleinsöding, Pichling bei Mooskirchen
- Södingberg
- Stallhofen
  - Aichegg, Bernau in der Steiermark, Hausdorf, Kalchberg, Muggauberg, Raßberg
- Voitsberg